# Piet van Boxtel
Petrus ("Piet") Cornelis van Boxtel (Breda, 6 oktober 1902 – aldaar, 27 augustus 1991) was een Nederlands voetballer die als verdediger speelde. Hij nam eenmaal deel aan de Olympische Spelen, maar won hierbij geen medailles.
Van Boxtel speelde bij NAC en kwam tussen 1927 en 1928 zeven keer uit voor het Nederlands voetbalelftal. Hij maakte deel uit van de selectie tijdens de Olympische Zomerspelen in 1928.
Na zijn afstuderen aan de universiteit van Leiden in 1928 als apotheker, vertrok hij eind december 1928 naar Nederlands-Indië als militair apotheker 2e klasse. Per 30 april 1932 verliet hij de actieve dienst en werd hij reserve militair apotheker 2e klasse. In 1930 werd hij directeur van de apotheek in Djember. Daar trad hij op 19 november 1937 in het huwelijk met E. Halberstadt. In 1940 werd hij apotheker in Cheribon. Tijdens de Tweede Wereldoorlog was hij geïnterneerd in een jappenkamp. In 1946 werd hij gerepatrieerd naar Nederland en nam hij een apotheek in Maastricht over. Per 1 januari 1970 ging hij met pensioen. 

## Gespeelde interlands

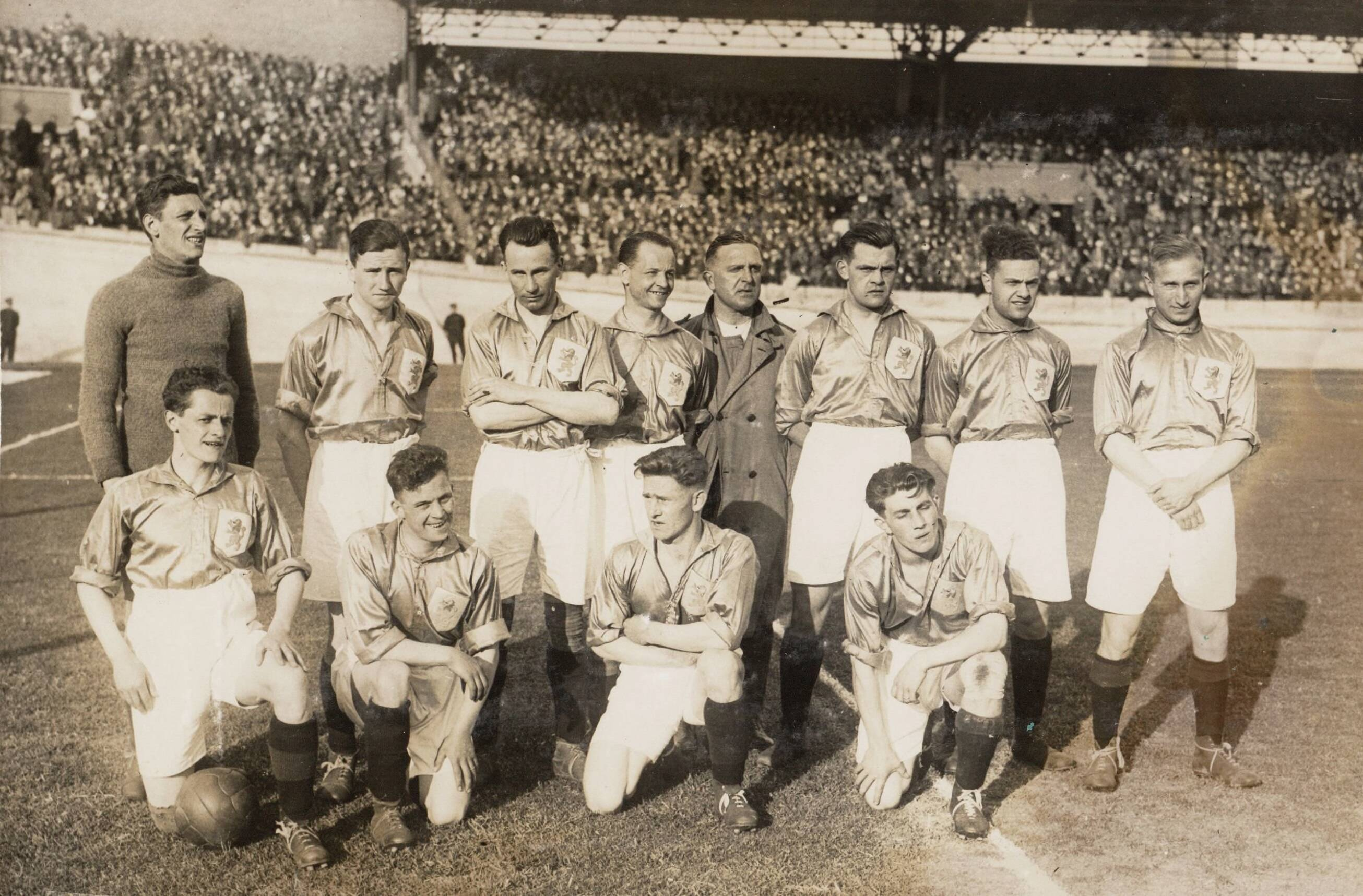
van Boxtel (staand 2e van links) met het Nederlands elftal (1928)

Van Boxtel speelde zeven interlands: zes vriendschappelijke duels en een wedstrijd tijdens de Olympische Spelen van 1928.
- 13-11-27 Nederland  - Zweden. In Amsterdam. 1-0
- 20-11-27 Nederland  - Duitsland. In Keulen.  2-2
- 11-03-28 Nederland - België. In Amsterdam. 1-1
- 01-04-28 België - Nederland. In Antwerpen. 1-0
- 22-04-28 Nederland - Denemarken. In Amsterdam 2-0
- 06-05-28 Zwitserland - Nederland. In Bazel
- 30-05-28 Olympische  Spelen Amsterdam, Nederland - Uruguay  0-2